# Millersburg (Ohio)
Millersburg es una villa ubicada en el condado de Holmes en el estado estadounidense de Ohio. En el Censo de 2010 tenía una población de 3025 habitantes y una densidad poblacional de 524,69 personas por km².

## Geografía
Millersburg se encuentra ubicada en las coordenadas 40°33′12″N 81°54′51″O / 40.55333, -81.91417. Según la Oficina del Censo de los Estados Unidos, Millersburg tiene una superficie total de 5.77 km², de la cual 5.74 km² corresponden a tierra firme y (0.4%) 0.02 km² es agua.

## Demografía
Según el censo de 2010, había 3025 personas residiendo en Millersburg. La densidad de población era de 524,69 hab./km². De los 3025 habitantes, Millersburg estaba compuesto por el 96.33% blancos, el 0.56% eran afroamericanos, el 0.2% eran amerindios, el 0.26% eran asiáticos, el 0.07% eran isleños del Pacífico, el 1.32% eran de otras razas y el 1.26% pertenecían a dos o más razas. Del total de la población el 2.58% eran hispanos o latinos de cualquier raza.